# Mary Julia Wade
Pour les articles homonymes, voir Wade.
Mary Julia Wade (3 février 1928, Adélaïde – 14 septembre 2005, Charters Towers) est une paléontologue australienne célèbre pour son travail sur la faune d'Édiacara du Précambrien dans le sud de l'Australie.
Mary Julia Wade est diplômée de l'université d'Adelaide où elle a été employée jusqu'en 1971. Entre 1971 à 1993, elle a travaillé pour le Queensland Museum où elle devient directrice adjointe en 1980. Elle est devenue une associée de recherche honoraire du Queensland Museum après avoir pris sa retraite en 1993.